# Joaquín Tuma
Joaquín Tuma Zedan (Temuco, 9 de julio de 1941) es un abogado, dirigente gremial y político chileno de origen palestino, militante de Amarillos por Chile. Se desempeñó como concejal de la comuna de Temuco entre 2004 y 2008. Luego ejerció como diputado de la República en representación del antiguo distrito n.º 51 de la región de La Araucanía durante dos periodos consecutivos, desde 2010 hasta 2018.

## Biografía

### Familia y estudios
Nació el 9 de julio de 1941, en Temuco. Sus padres son Juan Tuma Masso, quien fue diputado por la vigésimo primera Agrupación Departamental, y María Zedan Bulos. Es hermano del exsenador por la Región de la Araucanía Eugenio Tuma Zedan. Está casado con Jéssica Fagres y es padre de cuatro hijos: Denise, Juan Antonio, Macarena y María Soledad (abogada).
Cursó la educación básica en el Colegio de La Salle de Temuco. Realizó la educación media en el Colegio de La Salle de Temuco y el Liceo Pablo Neruda de Temuco. En 1965 ingresó a la Escuela de Derecho de la Universidad Católica de Valparaíso. En 1967 se trasladó a Santiago y prosiguió sus estudios de derecho en la Pontificia Universidad Católica (PUC), donde obtuvo el grado de licenciado en ciencias jurídicas, en 1969. En 1973 fue becado por la Organización Internacional del Trabajo (OIT) en el Centro de Perfeccionamiento Profesional de Torino, Italia, especializándose en marketing para la exportación. El 9 de octubre de 2015 la Corte Suprema de Justicia le concedió el título de abogado.

### Vida laboral
Entre 1971 y 1973, se desempeñó como gerente de la Sociedad de Construcciones y Operaciones Agropecuarias S.A. (Socoagro S.A). Asimismo, entre 1973 y 1976, presidió la «Asociación de Cooperativas de Criadores de Cerdo». En 1981 asumió como gerente general de Flamingo S.A., cargo que mantuvo hasta 2009.
A la par con su actividad empresarial, entre 1996 y 2005 fue presidente de la «Cámara de Comercio Detallista de Temuco», desde 1999 hasta 2007; y director de CorpAraucanía, entidad sin fines de lucro dedicada al fomento de la actividad productiva y la generación de negocios e inversiones en la Región de La Araucanía. En 2005 asumió como presidente Confederación del «Comercio Detallista de La Araucanía», cargo que mantuvo hasta ser electo diputado.

## Carrera política
Referente a su participación en política, en 1989 fue impulsor de la fundación del Partido por la Democracia (PPD) en la Región de La Araucanía. En 2007 asumió como vicepresidente regional del partido. Entre 1993 y 1997, fue consejero regional de La Araucanía y presidente de la Comisión de Fomento Productivo.
En las elecciones municipales de 2004 fue elegido concejal de la Municipalidad de Temuco, donde ejerció como presidente de la Comisión de Vivienda y Desarrollo Urbano del concejo comunal.
En las elecciones parlamentarias de diciembre de 2009, fue elegido como diputado en representación del PPD por el distrito N.º 51, Región de la Araucanía (por el periodo legislativo 2010-2014), correspondiente a las comunas de Carahue, Chol Chol, Freire, Nueva Imperial, Pitrufquén, Puerto Saavedra y Teodoro Schmidt. Fue integrante de las comisiones permanentes de Economía; y de Obras Públicas, Transportes y Telecomunicaciones. Junto con la comisión especial de Turismo. Formó parte del comité parlamentario del PPD.
En 2013 ganó la primaria interna de su partido para repostularse a diputado por el mismo distrito en las elecciones parlamentarias de ese año.
En dichas elecciones realizadas en noviembre, fue reelecto como diputado por el distrito n° 51, para el periodo 2014-2018. Fue integrante de las comisiones permanentes de Protección de los Consumidores y Turismo; Vivienda, Desarrollo Urbano y Bienes Nacionales; Especial Mixta de Presupuestos; y  de Economía, Fomento; Micro, Pequeña y Mediana Empresa. Resultó elegido presidente de esta última en 2015.
No se repostuló para las elecciones parlamentarias de 2017 por el periodo 2018-2022.

## Historial electoral

### Elecciones parlamentarias de 2009
- Elecciones parlamentarias de 2009, candidato a diputado por el distrito 51 (Cholchol, Freire, Nueva Imperial, Pitrufquén, Saavedra y Teodoro Schmidt)[3]

### Elecciones parlamentarias de 2013
- Elecciones parlamentarias de 2013, candidato a diputado por el distrito 51  (Cholchol, Freire, Nueva Imperial, Pitrufquén, Saavedra y Teodoro Schmidt)[4]